# Christian Sevenheck
Christian Sevenheck est un mathématicien allemand né le 15 novembre 1974 à Görlitz.

## Carrière
Christian Sevenheck étudie les mathématiques et la physique à Düsseldorf. Il obtient son doctorat sous la supervision de Claude Sabbah et Duco van Straten en 2003, préparé en cotutelle avec l'Université Johannes Gutenberg de Mayence et l'École polytechnique, avec une thèse intitulée « Singularités lagrangiennes ». Il obtient son habilitation en 2009 à l'Université de Mannheim, après avoir obtenu une bourse de recherche de la Fondation allemande pour la recherche lui permettant d'étudier à l'École normale supérieure. Il reçoit le prix von-Kaven en 2011,. Il est actuellement professeur à la Technische Universität Chemnitz.

## Travaux
Ses recherches concernent plus particulièrement le domaine de la géométrie algébrique complexe et la théorie des singularités.

## Prix
- Programme Heisenberg (de) (2010)
- Prix von-Kaven (2011)